# マッサージチェア

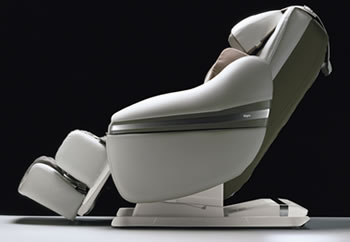
マッサージチェアの例1

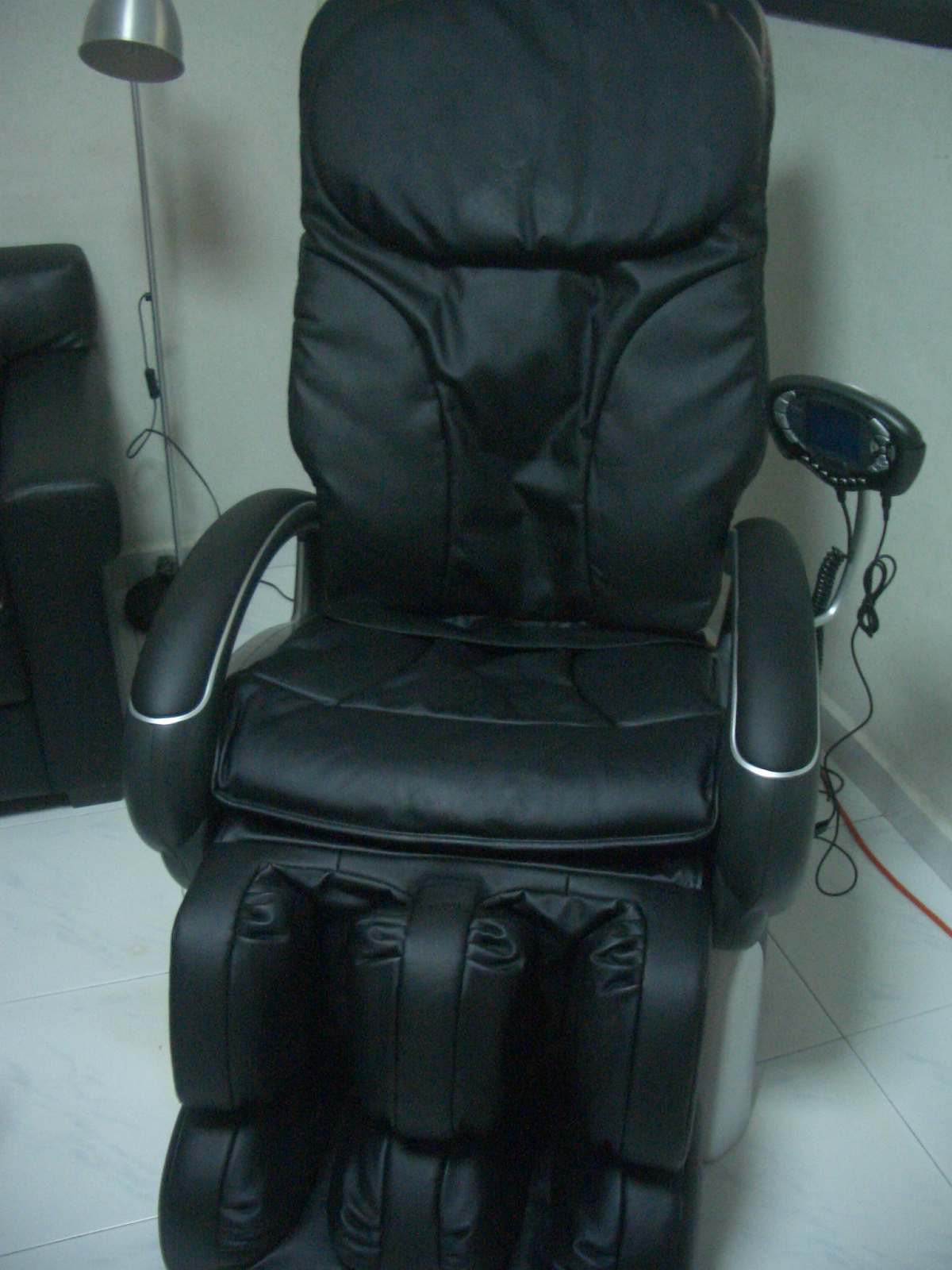
マッサージチェアの例2

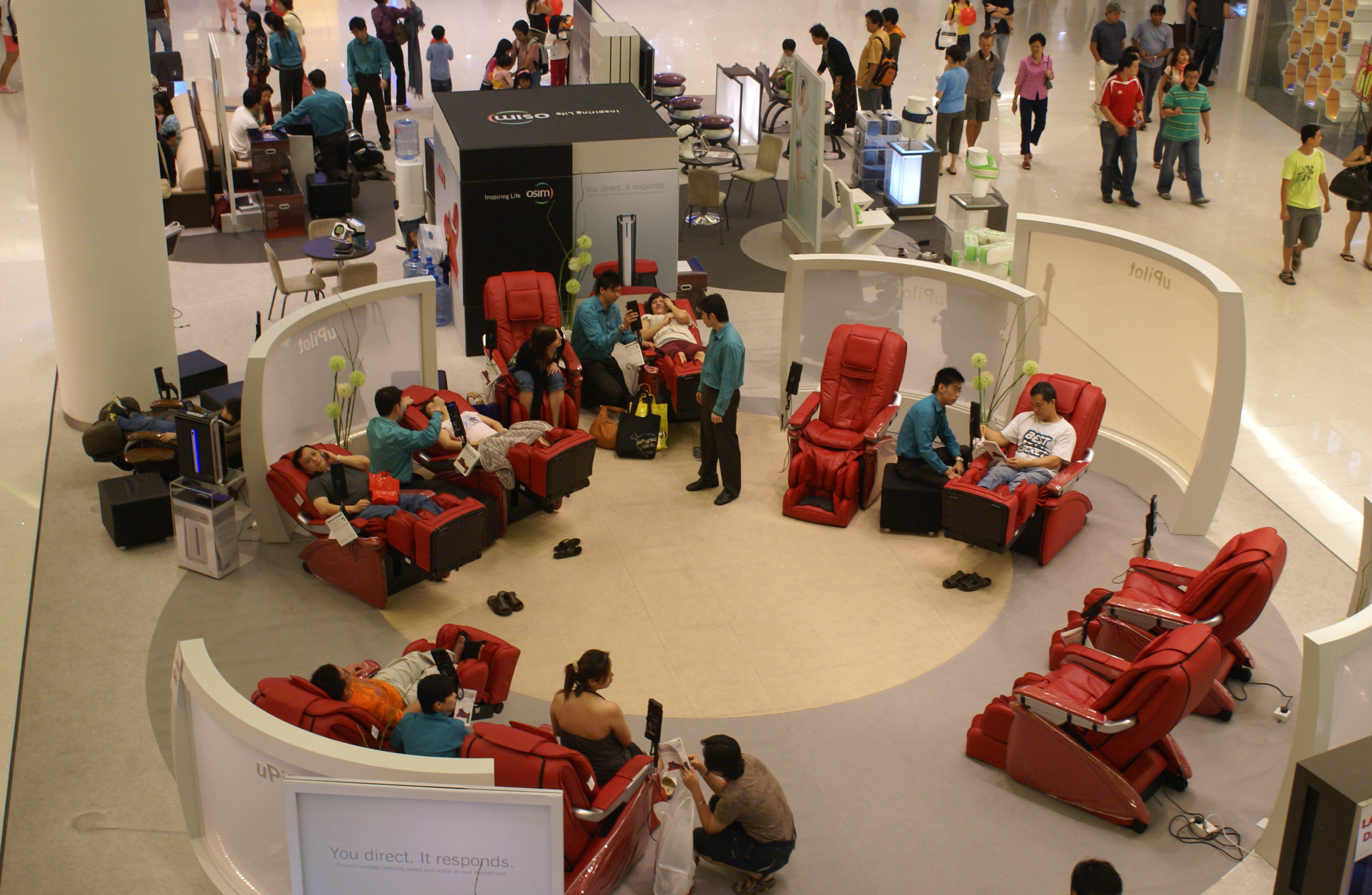
マッサージチェアの展示実演（シンガポールのショッピングセンターVivoCityにて）

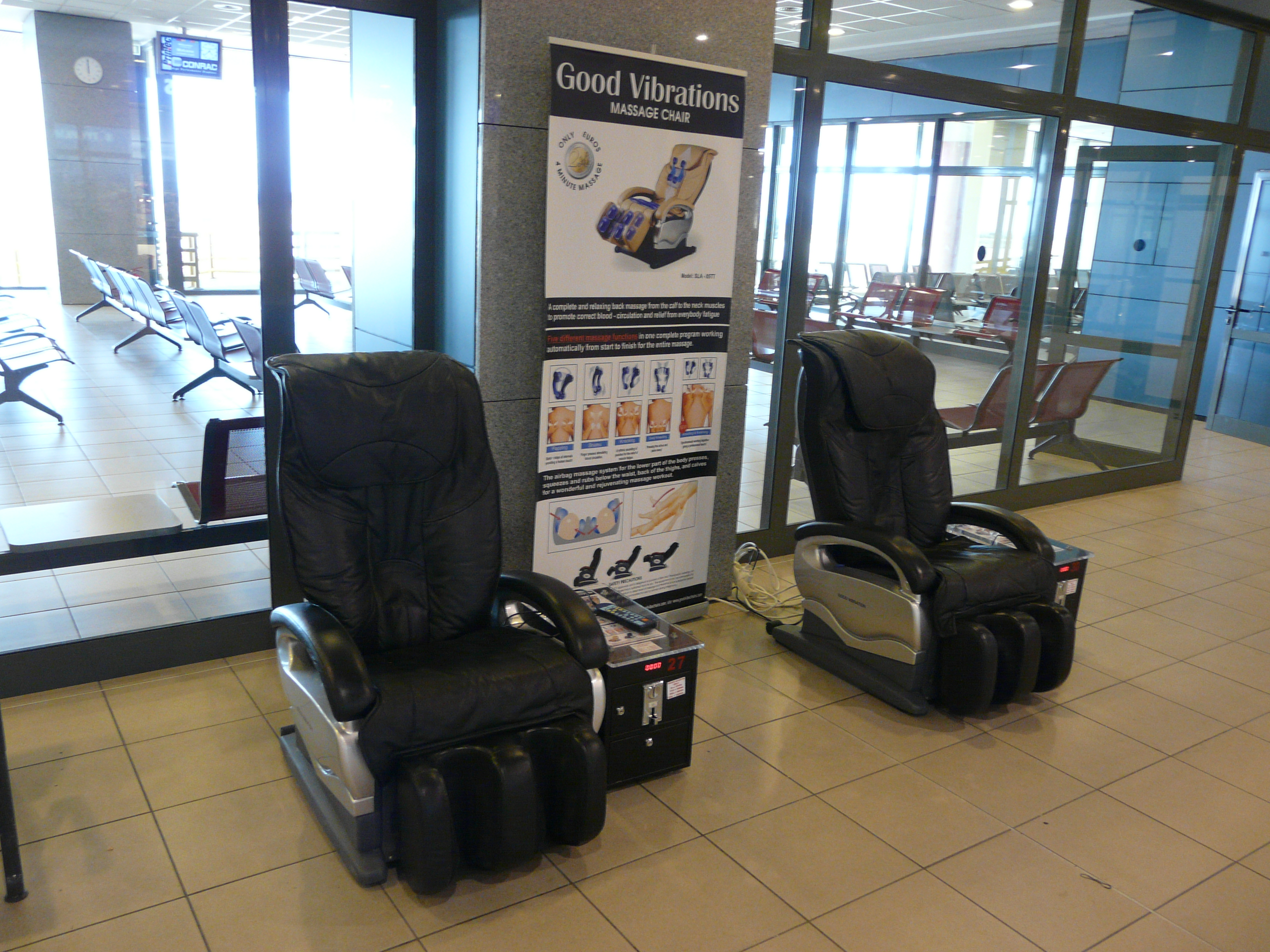
Rhodes International Airport ロドス島国際空港内に設置されているマッサージチェア

マッサージチェア（英: massage chair）とは、マッサージを行う椅子型の装置。

## 概説
マッサージチェアとは、人体にマッサージを行う椅子型の機器（マッサージ器）である。多くは（器具と言うよりも）電気式（電動式）の機械である。
人の背や肩が接触する「背もたれ」の内部に自動的に動く「もみ玉」やローラー等が組み込まれているものが多く、それに加えて、脚・足・腕・手などをマッサージするものもある。
最近のものには、プロのマッサージ師のような「手もみ感」で揉むと謳われているものもあり、本人の自覚症状のある部位だけでなく、有効なポイントを全身から探し出し、巧みな技法を施すという技術を研究し取りいれたのがメディカルプログラム機能である。本格的なマッサージ法である「求心法」「遠心法」まで実現するものがある。
また、付加的機能として、人間の脈拍、末梢皮膚温、皮膚電気反応などをリアルタイムに計測・解析して人間の感覚（「快－不快」「リラックス－緊張」など）を推定して、動きを制御するものも登場している。
一般に（有線式の）リモートコントローラを備え、「自動コース」「おまかせコース」などといったボタンで簡便に動かすことも可能で、「おこのみコース」などといった名称のボタンで、背中・脚など個別に詳細な動作を指定することもできることが一般的である。
初期のマッサージチェアは重厚なイメージのものや、「野暮」なデザインのものが多かったが、最近では軽やかなデザインのものや、一見したところではマッサージチェアだとは気付かれない、洗練されたデザインのものも登場している。
多くのメーカーでは対応する身長を140cm～185cmとしており、範囲から外れる場合は座布団を敷いたり体をずらすなどの工夫が必要となる。
なお、日本では電動式のマッサージチェアは医薬品、医療機器等の品質、有効性及び安全性の確保等に関する法律（医薬品医療機器等法）の「医療機器（クラスII）」にあたる。

## 歴史
世界初として量産されたマッサージチェアはフジ医療器の創業者の藤本信夫が1954年に製作した「フジ自動マッサージ機」であり、2014年日本機械学会の「機械遺産」No.68に認定された。
初期のものは「背もたれ」から（唯一の可動部である）2本の金属の棒に「モミ玉」がついたものが飛び出していて、単純にモミ玉の間の間隔が電動機の力で狭まったり広がったりする、といった程度のものであった。また、モミ玉の高さが一切調整できないものもあり、調整できるものであっても、椅子の横側についた大きなホイール（輪）を手動で（力をかなり入れて）回転させて 高さ調整をするというようなものであった。
その後「もみ」と「たたき」を1台で行える機種の登場や、もみ玉の自動昇降機能も加わり、1990年代には自動コースの充実、電動リクライニング、肩位置自動調整、もみ玉にかかる圧力検知、脚まわりをはじめとするエアバッグによるマッサージなど、現在の最新機種の基礎となる機能が出そろった。
開発当初は温泉施設、銭湯等の利用客向けに設置されるものであったが、現在ではホテル・旅館の客室や一般家庭、インターネットカフェ、カラオケボックス、パチンコ店、スポーツクラブ、大型商業施設、空港、長距離フェリー、（福利厚生用として）事業所にも普及している。また、2010年代後半には待ち時間活用策としてコインランドリーに設置される事例も見られるようになった。なお、温浴・宿泊施設等の公共スペースに設置されるものはコインタイマー（交通ICカードやQR決済に対応したものもある）を備え、5~15分間、100~300円の料金で動作する仕様が殆どである。
日本国内でのおもな製造販売元（いわゆるメーカー）は、フジ医療器、ファミリーイナダ、オムロンヘルスケア、パナソニック（パナソニックヘルスケア）、大東電機工業（スライヴ）などがある。イタリアなどから日本に輸入している製造販売元もある。

## 各国での普及

### 日本
2005年時点で、日本における世帯普及率も15%に達したとの推定がある。2017年時点で普及率10%と報道されている。

### マレーシア
マレーシアでも、電気式マッサージチェアは普及している。多くの主要空港、大規模ショッピングセンターに安価で利用できるものが設置されている。

## 関連書
- 矢野経済研究所『80年代・健康機器の業界動向と需要予測』1980
- 宮葉 唯, 篠崎 三朗『ぶんぶくマッサージチェアー』くもん出版, 2006, ISBN 4774311758

## 関連論文
- 藤原義久, 冷水一也, 源野広和 ほか,「マッサージチェア利用時における自律神経系生体情報を用いた人間感覚推定手法とマッサージ制御手法の開発」『生体医工学』 43巻 1号 2005年 p.162-171, 日本生体医工学会
- 大矢一恵, 垣田幸子, 安居覚 ほか,「1P1-S-069 自律適応型マッサージチェアの開発 : 凝りにあわせたルールの自動生成(進化・学習とロボティクス2,生活を支援するロボメカ技術のメガインテグレーション)」『ロボティクス・メカトロニクス講演会講演概要集』 セッションID:1P1-S-069, 2005巻 p.91, 2005-06-09, 日本機械学会, doi:10.1299/jsmermd.2005.91_2 1P1-S-069